# Gabriel au-dessus de la Maison-Blanche
Pour plus de détails, voir Fiche technique et Distribution.
Gabriel au-dessus de la Maison-Blanche (Gabriel over the White House) est un film américain en noir et blanc réalisé par Gregory La Cava, sorti en 1933.

## Synopsis
À sa première conférence de presse, le nouveau président des États-Unis, Judson Hammond, s'avère être un chef d'État médiocre, peu enclin à affronter les grands problèmes du moment, le chômage et le gangstérisme. Mais victime d'un accident de voiture et tombé dans le coma, il se réveille transformé.

## Fiche technique
- Titre : Gabriel au-dessus de la Maison Blanche
- Titre original : Gabriel over the White House
- Réalisation : Gregory La Cava, assisté de Joseph Newman (non crédité)
- Scénario : Carey Wilson, d'après le roman Gabriel over the White House: A Novel of the Presidency de Thomas F. Tweed (1933)
- Musique : William Axt
- Directeur artistique : Cedric Gibbons
- Costumes : Adrian
- Photographie : Bert Glennon
- Distribution : Metro-Goldwyn-Mayer
- Film politique
- Pays d'origine :  États-Unis
- Langue : anglais
- Format : noir et blanc
- Genre : Drame politique, Fantastique
- Durée : 82 minutes
- Dates de sortie :
  - États-Unis : 31 mars 1933
  - France : 15 juin 1934

## Distribution
- Walter Huston : le président des États-Unis, Judson Hammond
- Karen Morley : la secrétaire du président, Pendola 'Pendie' Molloy
- Franchot Tone : l'assistant du président
- Arthur Byron : le secrétaire d'État
- Dickie Moore : Jimmy Vetter
- C. Henry Gordon : Nick Diamond
- David Landau : John Bronson
- Jean Parker : Alice Bronson
- Samuel S. Hinds : Dr Eastman
- Claire Du Brey : l'infirmière

Acteurs non crédités
- Mischa Auer : un journaliste
- John Davidson, Jean Del Val : délégués à la conférence sur la dette
- Emmett King : un politicien
- Henry Kolker : le sénateur Langham, chef de la majorité
- John Larkin : Sebastian
- Tom London : un agent des services secrets
- Wilfrid North : le premier général
- Walter Walker : le secrétaire de la Guerre Cummings

## Critique
Au moment d'une (rare) diffusion télévisée, Patrick Brion (alias André Moreau) écrivait dans Télérama : 
« Tourné en 1932 - il n'est sorti aux États-Unis qu'en avril 1933, après l'investiture de Franklin D. Roosevelt -, Gabriel over the White House est une stupéfiante parabole politique qui révèle la métamorphose d'un président médiocre en un homme d'état providentiel et miraculeux. Au moment où Gregory La Cava, plus connu pour ses brillantes comédies, réalise la mise en scène, les États-Unis sont agités par une virulente campagne électorale. Le mandat d'Herbert C. Hoover touche à sa fin et le pays vient de connaître la plus grave crise économique de son histoire. Louis B. Mayer découvre, en visionnant le film, qu'il est un véritable manifeste en faveur de Roosevelt, ce qui l'incite à ne pas le distribuer rapidement. Gabriel over the White House montre en effet l'attitude d'un président des États-Unis confronté aux trois problèmes vitaux du pays : le chômage, le gangstérisme et le déséquilibre financier. Le scénario se réfère d'ailleurs à des événements authentiques, tels que la marche des chômeurs sur Washington en décembre 1931, celle des anciens combattants, en mai 1932, ou la collusion entre certaines autorités policières et judiciaires. Remarquablement dirigé, Gabriel over the White House rappelle certains films de Frank Capra. Une œuvre très curieuse ».